# Flos ahamus
Flos ahamus är en fjärilsart som beskrevs av William Doherty 1891. Flos ahamus ingår i släktet Flos och familjen juvelvingar. Inga underarter finns listade i Catalogue of Life.